# Lignières (Suíça)
Lignières é uma comuna da Suíça, situada no cantão de Neuchâtel. Tem 12,51 km² de área e sua população em 2018 foi estimada em 968 habitantes.